# If I Can't Have You (canção de Shawn Mendes)
“If I Can't Have You” é uma canção do cantor canadense Shawn Mendes. Foi lançada como single pela Island Records em 3 de maio de 2019. O vídeo musical foi lançado no mesmo dia. “If I Can't Have You” alcançou o número 1 na Hungria assim como o top 05 na Austrália, Áustria, Canadá, República Tcheca, Dinamarca, Malásia, Nova Zelândia, Escócia, Eslováquia, Estados Unidos.

## Antecedentes
Mendes disse a Zane Lowe na rádio Beats 1 que escreveu mais de 45 músicas nos últimos seis meses que estão “em todo o lugar” e têm “vibrações diferentes”, “If I Can't Have You” era “aquela que toda vez que eu tocava para mim e para amigos e familiares dava às pessoas aquele sorriso”.

## Lançamento e divulgação
Mendes anunciou o lançamento através de suas mídias sociais em 1 de maio. Ele compartilhou um link para o site promocional canthaveyou.com, que redireciona para sua loja virtual e oferece o single como um single de vinil, cassete e CD single, com cada formato disponível em três versões contendo um memorando de voz exclusivo da Mendes. Ele tocou a música pela primeira vez durante o Saturday Night Live em 4 de maio de 2019.

## Vídeo Musical
O vídeo musical foi lançado em 3 de maio de 2019 no canal oficial do cantor no YouTube. Um lyric video foi lançado em 6 de maio de 2019.

## Créditos
Créditos adaptados do Tidal.
- Shawn Mendes – voz, letra, produção, programação, guitarra
- Teddy Geiger – letra, produção, bateria, guitarra, teclado, programação
- Scott Harris – letra, produção adicional, guitarra
- Nate Mercereau – letra, produção adicional, guitarra, baixo, piano
- Ojivolta – letra, produção adicional
- Ray 'August Grant' Jacobs – vocal de apoio
- Raul Cubina – bateria, percussão, programação
- Ryan Svendsen – trompete, fliscorne
- Mark Williams – guitarra, teclado, programação
- Zubin Thakkar – engenharia
- George Seara – mixagem, engenharia de gravação
- Mike Gnocato – mixagem

## Faixas e formatos
| 7-inch vinyl, cassette and CD single |                                          |         |  |
| N.º                                  | Título                                   | Duração |  |
| 1.                                   | "If I Can't Have You"                    | 3:12    |  |
| 2.                                   | "If I Can't Have You" (versão estendida) |         |  |

| Download digital e streaming |                       |         |  |
| N.º                          | Título                | Duração |  |
| 1.                           | "If I Can't Have You" | 3:10    |  |

## Desempenho nas paradas musicais
| Parada (2019)                                     | Melhor posição |
| ------------------------------------------------- | -------------- |
| Austrália (ARIA)                                  | 4              |
| Áustria (Ö3 Austria Top 75)                       | 4              |
| Bélgica (Ultratop 50 de Flandres)                 | 11             |
| Bélgica (Ultratop 50 da Valônia)                  | 25             |
| Brazil (Brasil Charts)                            | 62             |
| Canadá (Canadian Hot 100)                         | 2              |
| China Airplay/FL (Billboard)                      | 4              |
| República Checa (Singles Digitál Top 100)         | 2              |
| Denmark (Tracklisten)                             | 5              |
| Finlândia (Suomen virallinen lista)               | 13             |
| France (SNEP)                                     | 109            |
| Alemanha (Offizielle Deutsche Charts)             | 14             |
| Hungria (Rádiós Top 40)                           | 1              |
| Hungria (Stream Top 40)                           | 3              |
| Iceland (Tonlist)                                 | 17             |
| Ireland (IRMA)                                    | 7              |
| Italy (FIMI)                                      | 31             |
| Japan (Japan Hot 100)                             | 27             |
| Malaysia (RIM)                                    | 5              |
| Países Baixos (Dutch Top 40)                      | 8              |
| Países Baixos (Single Top 100)                    | 11             |
| New Zealand (Recorded Music NZ)                   | 4              |
| Norway (VG-lista)                                 | 11             |
| Polónia (Polish Airplay Top 100)                  | 12             |
| Portugal (AFP)                                    | 14             |
| Romania (Airplay 100)                             | 80             |
| Escócia (Scottish Singles Chart)                  | 3              |
| Eslováquia (Rádio Top 100)                        | 91             |
| Eslováquia (Singles Digitál Top 100)              | 2              |
| Slovenia (SloTop50)                               | 13             |
| South Korea (Gaon)                                | 110            |
| Spain (PROMUSICAE)                                | 56             |
| Sweden (Sverigetopplistan)                        | 10             |
| Suíça (Schweizer Hitparade)                       | 8              |
| Reino Unido (UK Singles Chart)                    | 9              |
| Estados Unidos (Billboard Hot 100)                | 2              |
| Estados Unidos (Billboard Adult Contemporary)     | 21             |
| Estados Unidos (Billboard Adult Top 40)           | 9              |
| Estados Unidos (Billboard Dance/Mix Show Airplay) | 26             |
| Estados Unidos (Billboard Dance Club Songs)       | 48             |
| Estados Unidos (Billboard Mainstream Top 40)      | 8              |

## Certificações
| Região                                                                                             | Certificação | Vendas  |
| -------------------------------------------------------------------------------------------------- | ------------ | ------- |
| Austrália (ARIA)                                                                                   | Ouro         | 35,000^ |
| Canadá (Music Canada)                                                                              | Ouro         | 40,000^ |
| Nova Zelândia (RMNZ)                                                                               | Ouro         | 15,000* |
| *números de vendas baseados somente na certificação ^distribuições baseadas apenas na certificação |              |         |

## Histórico de lançamentos
| Região         | Data              | Formato                    | Garvadora | Ref.   |
| -------------- | ----------------- | -------------------------- | --------- | ------ |
| Vários         | 3 de maio de 2019 | download digital streaming | Island    | [ 1 ]  |
| Estados Unidos | 7 de maio de 2019 | contemporary hit radio     | Island    | [ 53 ] |